# Vacina inativada
Exemplo de vacina inativada: vacina contra hepatite B produzida no Japão.
Vacina inativada (ou vacina de vírus inativado) é uma vacina que consiste em partículas virais, bactérias ou outros patógenos que foram cultivados em culturas microbiológicas e que não são capazes de produzir doenças. Em contraste, vacinas vivas usam patógenos que ainda estão vivos, mas atenuados. Os patógenos  são cultivados em condições controladas e são mortos com algum método como calor ou formaldeído, impedindo que a vacina cause qualquer infecção.
As vacinas inativadas são classificadas posteriormente, dependendo do método usado para inativar o vírus.
- Vacinas de vírus inteiros usam toda a partícula do vírus, destruída usando calor, produtos químicos ou radiação.[4]
- Vacinas de vírus divididos são produzidas usando um detergente para partir o vírus em pedaços em solução aquosa.
- Vacinas de subunidades são produzidas através da purificação de antígenos que melhor estimulam o sistema imunológico a montar uma resposta ao vírus, removendo outros componentes necessários para a sobrevivência do vírus ou que possam causar reações adversas.

Como os vírus inativados tendem a produzir uma resposta mais fraca pelo sistema imunológico que os vírus vivos, adjuvantes imunológicos e múltiplas injeções de "reforço" podem ser necessários para fornecer uma resposta imune eficaz contra o patógeno inativado.

## Exemplos
Os tipos incluem:
- Viral: vacina contra a poliomielite e contra gripe/influenza)[5]
- Bacteriano: vacina contra febre tifoide,  contra cólera, vacina contra peste e vacina contra coqueluche

Vacinas inativadas são contrastadas com vacinas atenuadas, ou "vivas".

## Mecanismo
As partículas do patógeno são destruídas e não podem se dividir, mas os patógenos mantêm parte de sua integridade para serem reconhecidos pelo sistema imunológico e evocar uma resposta imune adaptativa. Quando fabricada corretamente, a vacina não é infecciosa.